# Caradrina hedychroa
Caradrina hedychroa là một loài bướm đêm trong họ Noctuidae.